# David J. Skal

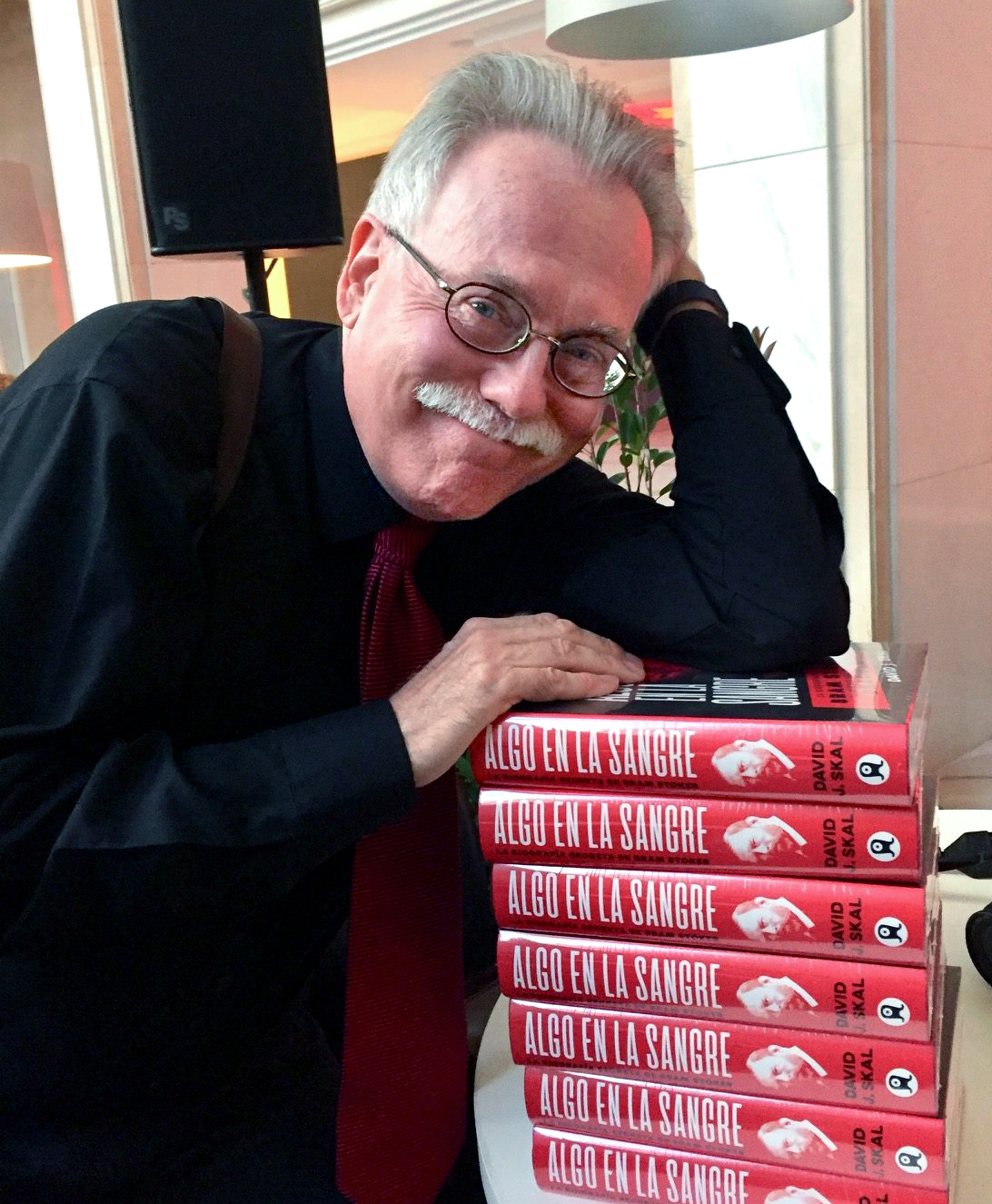
David J. Skal, 2017

David John Skal (* 21. Juni 1952 in Garfield Heights, Ohio; † 1. Januar 2024 in Glendale, Kalifornien) war ein US-amerikanischer Kulturhistoriker, Kritiker, Schriftsteller und Kommentator, bekannt für seine Forschung zu den Themen Horrorfilm und Horrorliteratur.

## Leben
Skal studierte Journalismus an der Ohio University, wo er als Filmkritiker und Redaktionsassistent für die Zeitung des Colleges arbeitete. Er schloss 1974 mit einem Bachelor ab. Nach seinem Abschluss trat er ein Praktikum bei der National Endowment for the Arts an und wurde Werbedirektor der Hartford Stage Company. Später bekleidete er Positionen beim American Conservatory Theater in San Francisco und der Theatre Communications Group in New York. In den 1980er Jahren vollendete Skal drei Science-Fiction-Romane: Scavengers (1980), When We Were Good (1981) und Antibodies (1988).
Skal starb am Neujahrstag 2024 im Alter von 71 Jahren als Beifahrer eines Pkw, der von einem anderen Auto gerammt worden war.

## Sachliteratur
Skals erstes Sachbuch war 1990 Hollywood Gothic: The Tangled Web of Dracula from Novel to Stage to Screen. Dieses Buch beschreibt die verschiedenen Adaptionen von Bram Stokers Roman Dracula aus dem Jahr 1897 und die Rolle des Vampir-Archetyps in der Popkultur. Ein großer Teil des Buches beschreibt die Bemühungen von Stokers Witwe Florence Blacombe, die Rechte an der Arbeit ihres Mannes zu schützen. Das Buch enthält auch die erste eingehende Studie des 1931 erschienenen Horrorfilms Drácula. Kathleen Quinn von der New York Times lobte Hollywood Gothic: The Tangled Web of Dracula from Novel to Stage to Screen und schrieb:

“Skal tracks Transylvania’s most popular vampire with dry wit and the skills of a fine detective.”

„Skal verfolgt Siebenbürgens beliebtesten Vampir mit trockenem Witz und den Fähigkeiten eines feinen Detektivs.“

Kenneth Turan von der Los Angeles Times nannte es:

“witty and comprehensive, something to gnaw on long after those trick-or-treaters are gone”

„…witzig und umfassend, etwas, an dem man nagen kann, lange nachdem all jenes Süßes oder Saures verschwunden sind.“

David Colton von USA Today schrieb im Jahr 2004, dass das Buch:

“become one of the field’s essential reads, it raised the standards for horror researchers”

„…zu einer der wichtigsten Lektüren des Fachgebiets geworden, die die Standards für Horrorforscher angehoben haben…“

1993 veröffentlichte Skal sein zweites Sachbuch mit dem Titel The Monster Show: A Cultural History of Horror. In diesem Buch analysiert er die Geschichte des Horrorfilms und zieht Parallelen zwischen dem Aufkommen jener Filme und den kulturellen Krisen ihrer Zeit, wie dem Ersten und Zweiten Weltkrieg, dem Contergan-Skandal und der HIV-Pandemie.
M. L. Lyke vom Seattle Post-Intelligencer nannte die The Monster Show:

“…the perfect intellectual primer for a Halloween weekend.”

„…die perfekte intellektuelle Grundierung für ein Halloween-Wochenende“

Stefan Dziemianowicz von The Washington Post argumentierte, dass einige von Skals Argumenten „ziemlich weit hergeholt“ (Orig.: „pretty far-fetched“) seien, fügte jedoch hinzu:

“…offers persuasive evidence that in order to understand a culture, you must know what it fears.”

„…dass das Buch insgesamt überzeugende Beweise dafür liefere, dass man, um eine Kultur zu verstehen, wissen müsse, was sie (die Kultur) fürchte“

Skal arbeitete mit Elias Savada zusammen, um 1995 Dark Carnival: The Secret World of Tod Browning, Hollywood’s Master of the Macabre zu produzieren. Dark Carnival war die erste Biografie über Tod Browning in Buchform, die am ehesten für die Regiearbeiten von Browning von Freaks von 1932 und die Version von Drácula von 1931 bekannt ist.
Martin F. Norden schrieb im Journal of Popular Film and Television und beschrieb es als:

“a compelling, in-depth examination of one of America’s first cult film directors”

„eine überzeugende, eingehende Untersuchung eines der ersten Kultfilm-Regisseure Amerikas“

Steven E. Alford vom Houston Chronicle bemerkte:

“Dark Carnival succeeds in resurrecting the reputation of one of Hollywood’s long-buried eccentrics.”

„Dark Carnival gelingt es, den Ruf eines der lang verschütteten Exzentriker Hollywoods wiederzubeleben.“

Zu weiteren wichtigen Veröffentlichungen von Skal gehören V Is for Vampire: The A to Z Guide to Everything Undead (1996), Screams of Reason: Mad Science and Modern Culture (1998), Death Makes a Holiday: A Cultural History of Halloween (2002), und Claude Rains: An Actor’s Voice (2008). Skal war 1997 Mitherausgeber der Norton Critical Edition von Bram Stokers Dracula und stellte 2001 die Anthologie Vampires: Encounters with the Undead zusammen. Seine Biografie von Bram Stoker, Something in the Blood, wurde im Oktober 2016 veröffentlicht.

## Weitere Arbeiten
Skal hatte mehrere Auftritte in Fernsehspecials, wie The 100 Scariest Movie Moments und The Perfect Scary Movie. Er produzierte für eine Reihe von Filmen Making-of-DVD-Ergänzungsdokumentationen und / oder Audiokommentare, darunter Dracula (1931), Frankenstein (1931), Freaks (1932), Die Mumie (1932), Der Unsichtbare (1933), Frankensteins Braut (1935), Der Wolfsmensch (1941), Abbott und Costello treffen Frankenstein (1948), Der Schrecken vom Amazonas (1954) und Gods and Monsters (1998).
Skal erschien 2008 in dem Dokumentarfilm Wrangler: Anatomy of an Icon, in dem er als bekennender schwuler Kulturkritiker die kulturellen Auswirkungen des schwulen Kult-Pornostars Jack Wrangler diskutierte.

## Filmografie
- Horror ohne Ende 1998
- The Road to Dracula 1999
- The World of Gods and Monsters: A Journey with James Whale 1999
- She’s Alive! Creating the Bride of Frankenstein 1999
- Monster by Moonlight! The Immortal Saga of ‘The Wolf Man’ 1999
- Mummy Dearest: A Horror Tradition Unearthed 1999
- Abbott und Costello treffen die Monster 2000
- Now You See Him: The Invisible Man Revealed! 2000
- The Opera Ghost: A Phantom Unmasked 2000
- Zurück zur schwarzen Lagune 2002
- The Frankenstein Files: How Hollywood Made a Monster 2002
- Das Universum laut Universal 2002
- Jules Verne & Walt Disney: Forscher im Reich der Phantasie 2003
- Carla Laemmle Remembers: An Interview with David J. Skal 2003

## Bibliografie

### Romane
- Scavengers, Pocket Books 1980, ISBN 0-671-83014-7.
- When We Were Good, Pocket Books 1981, ISBN 0-671-83015-5.
- Antibodies, Congdon & Weed 1988, ISBN 0-86553-199-4.

### Anthologie
- Vampires: Encounters with the Undead, Black Dog & Leventhal 2001, ISBN 1-57912-209-4.

### Sachbücher
- Hollywood Gothic: The Tangled Web of Dracula from Novel to Stage and Screen, W. W. Norton & Company 1990, ISBN 0-393-02904-2.
- The Monster Show: A Cultural History of Horror, W. W. Norton & Company 1993, ISBN 0-393-03419-4.
- V Is for Vampire, Plume / Penguin 1995, ISBN 0-452-27173-8.
- Screams of Reason: Mad Science and Popular Culture, W. W. Norton & Company 1998, ISBN 0-393-04582-X.
- Romancing the Vampire: From Past to Present, Whitman Publishing Company 2009, ISBN 978-0-7948-2862-2.
- Something in the Blood: The Untold Story of Bram Stoker, the Man Who Wrote Dracula, Liveright 2016, ISBN 978-1-63149-010-1.
- Fright Favorites: 31 Movies to Haunt Your Halloween and Beyond, Running Press Adult 2020, ISBN 978-0-7624-9762-1.